# Marie-Louise Hamrin
Ingrid Marie-Louise Midde Hamrin, född 19 april 1957 i Västra Frölunda församling i Göteborg, är en svensk före detta friidrottare.
Hamrin har vid sju tillfällen slagit svenskt rekord i långdistanslöpning. Hon hade fram till 1 maj 2016 det svenska rekordet på 10 000 meter som hon satte i Helsingfors den 19 augusti 1990. Hon deltog i maraton vid OS i Los Angeles 1984, vilket var första gången kvinnor fick tävla i den grenen i OS. Hon slutade på 18:e plats. Hon utsågs år 1985 till Stor Grabb/tjej nummer 352.
I dag arbetar Midde Hamrin som idrottslärare för barn med särskilda behov i Göteborg. Hon är mor till Eric Senorski.

## Personliga rekord
| Utomhus - 3 000 meter – 8:59,11 (Stockholm 3 september 1983) - 5 000 meter – 15:27,96 (Oslo, Norge 28 juni 1984) - 5 000 meter – 15:29,85 (Austin, USA 6 april 1984) - 10 000 meter – 31:57,15 (Helsingfors, Finland 19 augusti 1990) - Maraton – 2:33:49 (Columbus, USA 16 november 1986) - Maraton – 2:42:07 (Chicago, Illinois USA 19 oktober 1997) | Inomhus - 3 000 meter – 9:40,64 (Göteborg 31 januari 1998) |